# 擬凸性
数学の多変数複素函数の理論において、擬凸集合（ぎとつしゅうごう、英: pseudoconvex set）は n 次元複素空間 Cn 内のある特殊なタイプの開集合である。擬凸集合が重要となるのは、それらが正則領域の分類に有用となるからである。
今
{\displaystyle G\subset \mathbb {C} ^{n}}
を領域、すなわち、開連結部分集合とする。G が擬凸（あるいは、ハルトークス擬凸）であるとは、すべての実数 x に対して
{\displaystyle \{z\in G\mid \varphi (z)<x\}}
が G の相対コンパクトな部分集合となるような、G 上のある連続多重劣調和函数 φ が存在することを言う。言い換えると、G が連続かつ多重劣調和なエグゾースチョン函数 (exhaustion function) を持つとき、その領域は擬凸である。
G が C2（二階連続的微分可能）級の境界を持つとき、この概念はより簡単に扱えるレヴィ擬凸性となる。より具体的に、C2 級の境界を持つ G には定義函数が存在することが示される。すなわち、G = {ρ < 0} および ∂G = {ρ = 0} を満たすような C2 級の ρ: Cn → R の存在が示される。今、G が擬凸であるための必要十分条件は、すべての p ∈ ∂G と、p での複素接空間内の w, すなわち
{\displaystyle \nabla \rho (p)w=\sum _{i=1}^{n}{\frac {\partial \rho (p)}{\partial z_{j}}}w_{j}=0}
を満たすような w に対して、
{\displaystyle \sum _{i,j=1}^{n}{\frac {\partial ^{2}\rho (p)}{\partial z_{i}\partial {\bar {z_{j}}}}}w_{i}{\bar {w_{j}}}\geq 0}
が成立することである。
G の境界が C2 級でないなら、次の近似的な結果が有用となる。
命題1 G が擬凸であるなら、境界が C∞ 級（滑らか）で、G 内で相対コンパクトであるような有界強レヴィ擬凸領域 Gk ⊂ G で
{\displaystyle G=\bigcup _{k=1}^{\infty }G_{k}}
を満たすものが存在する。
この命題がなぜ成立するかと言うと、定義におけるような φ に対して、実際に C∞ エグゾースチョン函数 (exhaustion function) を得ることが出来るからである。

## n= 1の場合
複素一次元において、すべての開領域は擬凸である。したがって擬凸性の概念は、より高次元の場合においてより有意義となる。

## レヴィの問題
「擬凸領域は正則領域か？」と問う問題をレヴィの問題という。1911年にエウジェーニオ・エリア・レヴィによって提出された。
多変数函数論の発展に大きな影響を与えたこの問題は1942年に岡潔によって2変数の場合にまず解かれた。その後1953年に岡によって一般次元の場合にも解かれ、1954年にハンス＝ヨアヒム・ブレメルマンやフランソワ・ノルゲによっても独立に解かれた。なお、未公表ではあったが1943年に岡は一般次元の場合も解いていた。一松信も1949年に公表された日本語の論文の中で一般次元の場合を解いていた。
1958年にハンス・グラウエルトは岡の証明を簡易化した。1965年にラース・ヘルマンダーは
{\displaystyle \scriptstyle {\bar {\partial }}}
方程式を直接解く方法による別証明を得た。
岡潔だけはこの問題をフリードリヒ・ハルトークスにちなむハルトークスの逆問題という名前で呼んでいた。レヴィの問題と異なり、ハルトークスの逆問題では境界の2回連続微分可能性を課さないので、その意味でより一般的なのだという。
この問題の解決により、正則領域がはじめて境界局所的な概念によって特徴づけられた。

### レヴィの問題
- 酒井栄一「正則領域」『数学』第9巻第1号、1957年、17–44、doi:10.11429/sugaku1947.9.17。
- 酒井栄一「Leviの問題」『数学』第11巻第3号、1960年、157–162頁、doi:10.11429/sugaku1947.11.157。
- Noguchi, Junjiro (2019). “A brief chronicle of the Levi (Hartog’s inverse) problem, coherence and open problem”. Notices of the International Congress of Chinese Mathematicians 7 (2):  19–24. doi:10.4310/ICCM.2019.v7.n2.a2.